# Pentecostés
Pentecostés (del griego πεντηκοστή, pentēkostḗ, que significa ‘quincuagésimo’) es el término con el que se define la fiesta cristiana del quincuagésimo día del tiempo pascual. Se trata de una festividad que pone término a ese tiempo litúrgico y que configura la culminación solemne de la misma Pascua, su colofón y su coronamiento.
Durante Pentecostés se celebra la venida del Espíritu Santo y el inicio de las actividades de la Iglesia. Por ello también se le conoce como la celebración del Espíritu Santo. En la liturgia católica es la fiesta más importante después de la Pascua y la Navidad. La liturgia incluye la secuencia medieval: Veni, Sancte Spiritus.
En las Iglesias ortodoxas existe además la celebración de las «Tres Divinas Personas» o de la Santísima Trinidad. Las Iglesias occidentales celebran para esta ocasión, desde el siglo XIV, su propia fiesta llamada «Trinitatis» —la fiesta de la Santísima Trinidad— una semana después de Pentecostés.
En las narraciones sobre Pentecostés de los Hechos de los Apóstoles, se le adjudica al Espíritu Santo (en congruencia con el Antiguo Testamento) características milagrosas (carismas): él ofrece valentía y libertad, posibilita la comprensión (glosolalia) y fortifica una comunidad universal.
Pentecostés es considerada la tercera festividad más importante en la Iglesia católica, por detrás del Domingo de Resurrección y la Natividad.

## Pentecostés en el Antiguo Testamento
El fondo histórico de la celebración se basa en la fiesta semanal judía llamada Shavuot o fiesta de las semanas, durante la cual se celebra el quincuagésimo día de la aparición de Dios en el monte Sinaí. Por lo tanto, en el día de Pentecostés también se celebra la entrega de la Ley (mandamientos) al pueblo de Israel.
Pentecostés era una de las tres grandes fiestas judías, y para celebrarlo gran cantidad de ellos subían a Jerusalén para dar gracias a Dios y adorarle en el  Templo. A los 50 días de la Pascua, los judíos celebraban la «Fiesta de las siete semanas» o «Fiesta de las semanas», que en sus orígenes tenía carácter agrícola. Se trataba de la festividad de la siega, día de regocijo y de acción de gracias, en que se ofrecían las primicias de lo producido por la tierra. Estaba estipulado que la celebración debía festejarse siete semanas después de que se empezase la primera labor de la siega. Venía indicado de la siguiente manera:

«Contaréis siete semanas enteras a partir del día siguiente al sábado, desde el día en que habréis llevado la gavilla de la ofrenda mecida, hasta el día siguiente al séptimo sábado, contaréis cincuenta días...» (Levítico 23, 15-16).

por lo que se trataba de una fiesta móvil en el calendario, ya que su fecha dependía del ritmo de la agricultura. Esta fijación tiene varias interpretaciones según el sentido que se dé a la palabra «sábado». Si el día de sábado se entiende como festivo o día de la Pascua, entonces la cuenta empezaba el día siguiente;  Filón y Flavio Josefo interpretaban la ley de dicha forma. La otra interpretación es que si la palabra «sábado» se entiende como el séptimo día de la semana, la cuenta empezaría el domingo siguiente a la Pascua; los fariseos y una tradición samaritana la interpretan de esta otra forma.
Más tarde, esta celebración se convirtió en recuerdo y conmemoración de la Alianza del Sinaí, realizada unos cincuenta días después de la salida de Egipto. Por designio divino, esta fiesta que los judíos celebraban con tanta alegría se convirtió en la fiesta de la «Nueva Alianza», la de la venida del Espíritu Santo con todos sus dones y frutos.

## Pentecostés en el Nuevo Testamento

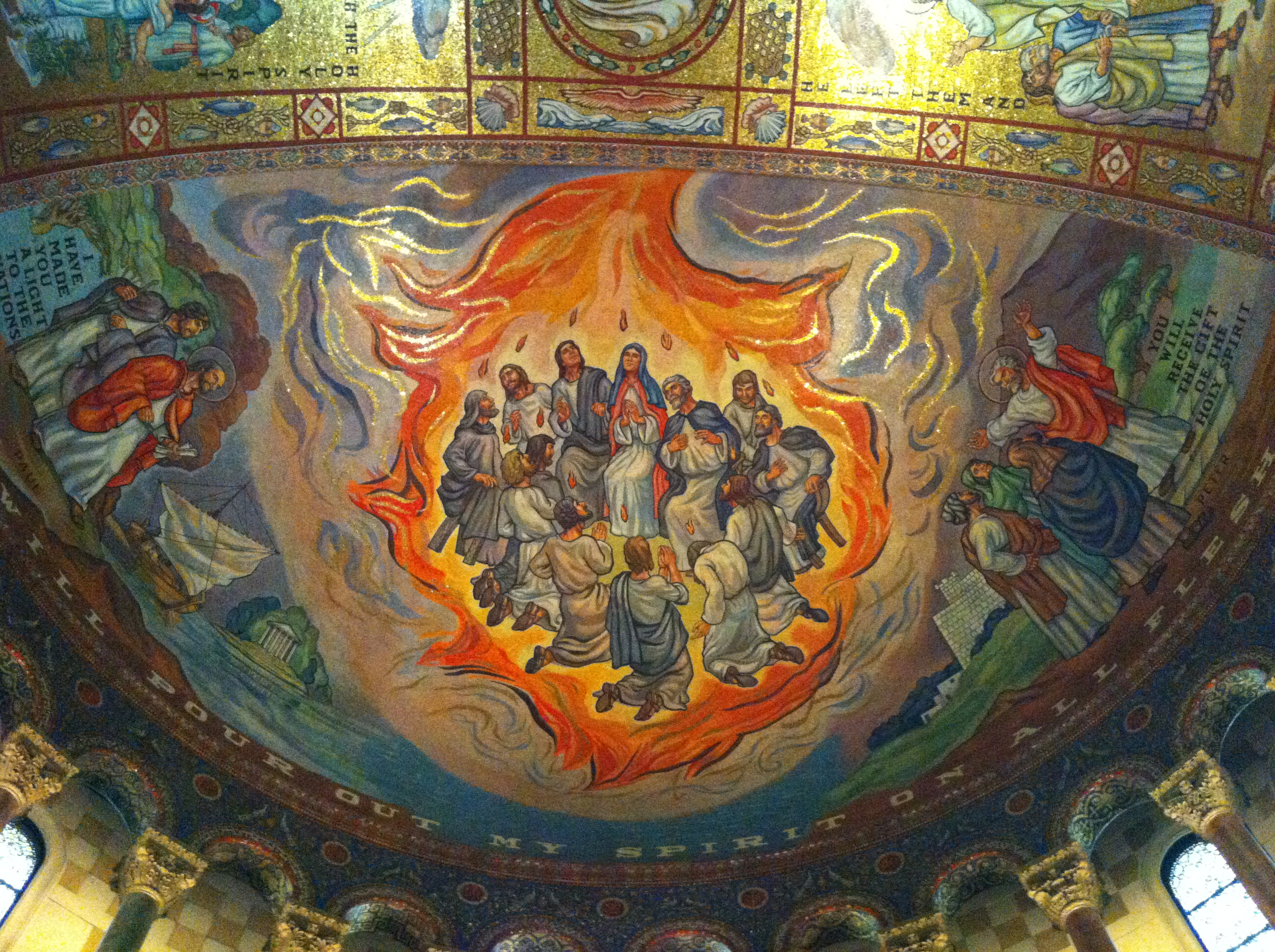
Mosaico que representa Pentecostés.

Las primeras alusiones a su celebración se encuentran en escritos de san Ireneo, Tertuliano y Orígenes, a fines del siglo II y principios del siglo III. Ya en el siglo IV hay testimonios de que en las grandes Iglesias de Constantinopla, Roma y Milán, así como en la península ibérica, se festejaba el último día de la cincuentena pascual por lo que esta cincuentena está íntimamente unida a la «memoria» de Pentecostés. La Iglesia Católica celebra su manifestación al mundo.

## Significado teológico del Pentecostés cristiano
En el cristianismo, Pentecostés es el fruto de la obra realizada por Cristo, el resultado de sus merecimientos. En el Nuevo Testamento se dice a veces que fue el mismo Cristo simplemente quien envió al Paráclito, también traducido como Consolador, en referencia al Espíritu Santo. Otras veces que fue el Padre pero, bien a ruegos de Cristo, o bien en nombre de Cristo. En una ocasión se afirma que lo envió Cristo de parte del Padre. Según Cabodevilla, todas estas expresiones denotan lo mismo: la emisión del Espíritu por parte del Padre y del Hijo. El Apocalipsis lo puso de manifiesto en la siguiente frase: Un río de agua viva, resplandeciente como el cristal, saliendo del trono de Dios y del Cordero.
Según los escritos neotestamentarios, el Espíritu Santo es el «Espíritu de Cristo». Otras veces se lo llama el «Espíritu de Jesús» o «Espíritu de Jesucristo». También se lo llama «Espíritu del Señor», o «Espíritu de su Hijo».
Fue Simón Pedro el primero en explicitar el significado del acontecimiento de Pentecostés en su discurso pronunciado ese mismo día. Era el comienzo de la efusión del Espíritu Santo que Dios había prometido para la «plenitud de los tiempos». Esos últimos tiempos, de los que se hablaba en el Libro de Joel, en el Libro de Ezequiel, y, por último, en los Hechos de los Apóstoles, empezaron con la muerte y resurrección de Jesucristo, cuya señal fue la de hacer hablar a los apóstoles como verdaderos profetas mediante la efusión del Espíritu Santo.

### El Espíritu Santo en Jesús

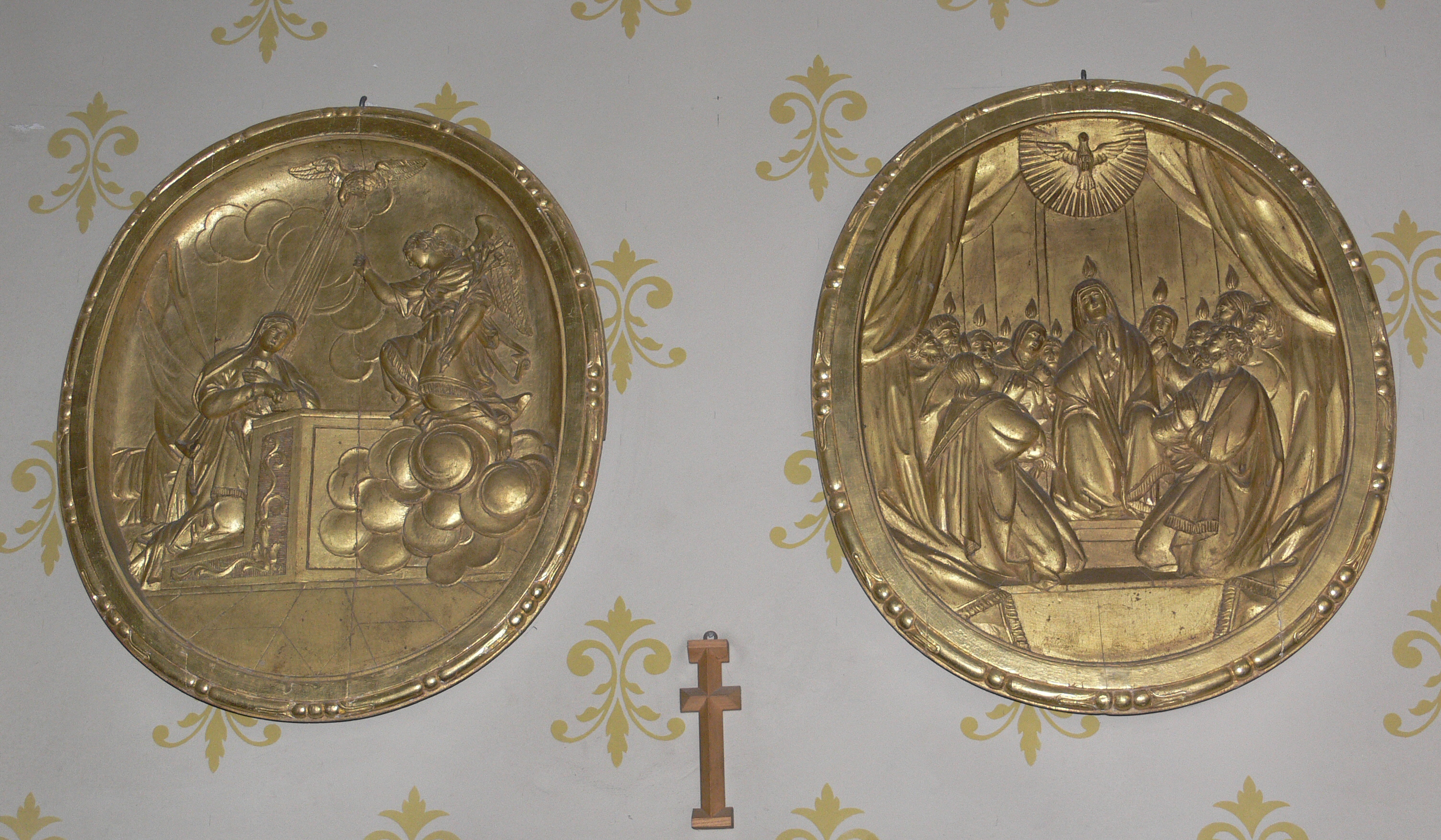
En la iglesia parroquial de San Juan Bautista en Wuchzenhofen, Leutkirch (Alemania), existen dos medallones en la pared del fondo que representan dos momentos bíblicos en la acción del Espíritu Santo: la Anunciación y Pentecostés.

En el Nuevo Testamento, el Espíritu Santo aparece moviendo a Jesús durante toda su vida. Fue el Espíritu Santo quien cubrió el seno materno de María antes de que Jesús naciera. Más tarde, descendió de forma visible en el momento del bautismo de Jesús, y posteriormente lo condujo al desierto para devolverlo luego a Galilea.
El primer sermón de Cristo comienza así: «El Espíritu del Señor está sobre mí». De allí que el Espíritu Santo aparezca en la Biblia operando en la misma línea que Jesús. Ireneo de Lyon lo resumió en la siguiente frase: «El Padre se complace y ordena, el Hijo obra y forma, el Espíritu nutre e incrementa».

La frase de Jesús: «Cuando venga Él, el Espíritu de la verdad, os enseñará toda la verdad» (Juan 16:13) no se refiere tanto a noticias nuevas cuanto a una mayor profundización de la doctrina dictada ya por el Maestro. La función magisterial del Espíritu Santo se reducirá a la mayor iluminación de lo ya revelado, a la manifestación de elementos parciales, al descubrimiento de nuevos aspectos en las verdades ya poseídas, a la deducción de consecuencias, al asesoramiento en la aplicación de ciertas verdades a determinados sucesos. [...] He aquí el oficio del Espíritu de Cristo: dar testimonio de Cristo.
José María Cabodevilla

Hasta la muerte de Jesús, el Espíritu Santo parecía estar circunscrito a los límites normales de su individualidad humana y de su radio de acción. Pero cuando murió, entregó su espíritu a Dios:

Jesús [...] dijo: «Todo está cumplido». E inclinando la cabeza, entregó el espíritu.
Juan 19, 30

Los escrituristas suelen interpretar que esa entrega se derrama de inmediato sobre la Iglesia, por lo cual en el Evangelio de Juan aparece Jesús dándoles el Espíritu Santo a sus discípulos en el mismo día de su resurrección:

Al atardecer de aquel día, el primero de la semana [...] Jesús les dijo otra vez: «La paz esté con vosotros. Como el Padre me envió, yo también los envío a vosotros.» Dicho esto, sopló sobre ellos y les dijo: «Reciban el Espíritu Santo.»
Juan 20, 19-22

### El Espíritu Santo en la Iglesia

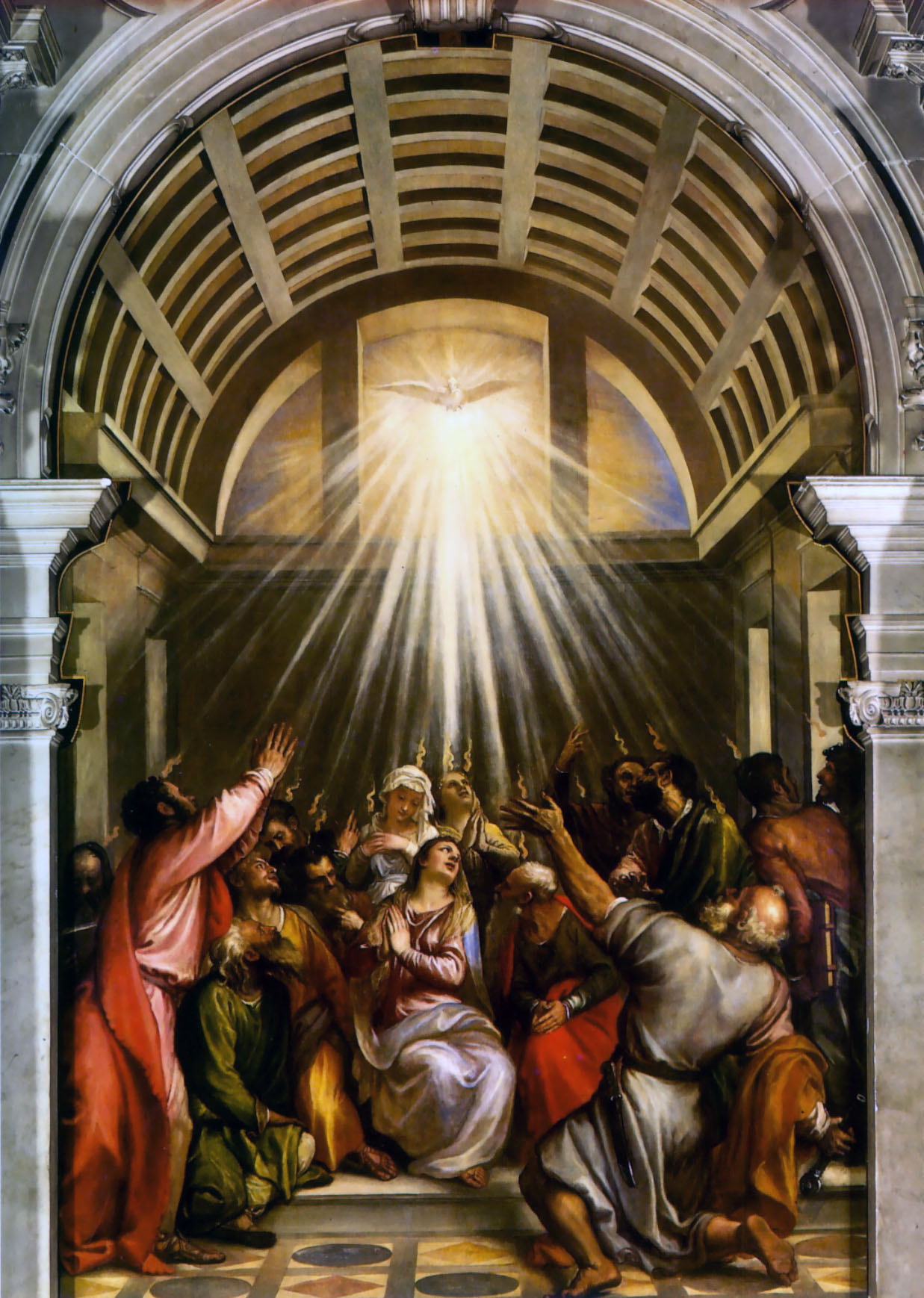
Pentecostés (1546), de Tiziano, Santa Maria della Salute, Venecia.

En la Iglesia, la venida del Espíritu Santo en Pentecostés no fue un hecho aislado, sino que la está santificando continuamente, también a cada alma a través de sus innumerables inspiraciones que, según san Francisco de Sales son:

(...) todos los atractivos, movimientos, reproches y remordimientos interiores, luces y conocimientos que Dios obra en nosotros, previniendo nuestro corazón con sus bendiciones, por su cuidado y amor paternal, a fin de despertarnos, movernos, empujarnos y atraernos a las santas virtudes, al amor celestial, a las buenas resoluciones; en una palabra, a todo cuanto nos encamina a la vida eterna.

Pentecostés es la confirmación de la promesa de Jesús: «Dentro de pocos días seréis bautizados en el Espíritu Santo». Esto pone de manifiesto varios aspectos, entre los que se destacan:
- La unidad espiritual de todos los que recibieron el Espíritu de Jesús.

Un solo Cuerpo y un solo Espíritu [...]. Un solo Señor, una sola fe, un solo bautismo, un solo Dios y Padre de todos, que está sobre todos, por todos y en todos.
Efesios 4, 4-6

- La constitución de una comunidad abierta a todos los pueblos. Esto se ve simbolizado por el llamado milagro de Pentecostés: todos oían hablar a los apóstoles en su propio idioma.[x] Mientras que en la soberbia de la construcción de la torre de Babel terminaron por confundirse todas las lenguas, de forma que nadie podía comprender al otro a punto tal de quedar esa construcción inconclusa,[y] Pentecostés se visualiza como la restauración de la unidad perdida en Babel.

- Si alguien tiene el Espíritu de Jesús, realiza los mismos gestos de Jesús: anuncia la palabra de Jesús;[z] repite la oración de Jesús;[aa] perpetúa en la fracción del pan la acción de gracias de Jesús;[ab] y vive unido con los demás creyentes, compartiendo con ellos.[ac]

## Calendario
La solemnidad de Pentecostés es una fiesta móvil, lo que significa que no se fija con relación al calendario civil, sino que se celebra en fecha variable, según el año y el rito en cuestión.
Gráficamente los 50 días se cuentan de la siguiente forma:
| Lunes  | Martes | Miércoles | Jueves | Viernes | Sábado | Domingo                                         |
| ------ | ------ | --------- | ------ | ------- | ------ | ----------------------------------------------- |
|        |        |           |        |         |        | Domingo de Resurrección                         |
| Día 2  | Día 3  | Día 4     | Día 5  | Día 6   | Día 7  | Segundo domingo de Pascua                       |
| Día 9  | Día 10 | Día 11    | Día 12 | Día 13  | Día 14 | Tercer domingo de Pascua                        |
| Día 16 | Día 17 | Día 18    | Día 19 | Día 20  | Día 21 | Cuarto domingo de Pascua                        |
| Día 23 | Día 24 | Día 25    | Día 26 | Día 27  | Día 28 | Quinto domingo de Pascua                        |
| Día 30 | Día 31 | Día 32    | Día 33 | Día 34  | Día 35 | Sexto domingo de Pascua                         |
| Día 37 | Día 38 | Día 39    | Día 40 | Día 41  | Día 42 | Ascensión del Señor o Séptimo domingo de Pascua |
| Día 44 | Día 45 | Día 46    | Día 47 | Día 48  | Día 49 | Pentecostés                                     |

## Festividades y celebraciones
El lunes después de Pentecostés es día de fiesta en muchos países, como Andorra, Alemania, Argentina, Austria, Bélgica, Dinamarca, Francia, Hungría, Islandia, Liechtenstein, Mónaco, Holanda, Noruega, Rumania (desde 2008), Suiza y Ucrania. También es festivo en algunas comunidades autónomas y ciudades españolas, como Barcelona, Ciudad Real y Zamora.

### España
En lo referente a las celebraciones populares acontecidas este día, se destaca en El Rocío, Almonte, Huelva, Andalucía, la celebración de la Virgen del Rocío ("La Blanca Paloma"); llegan en romería hermandades de todas partes de España.
En Miranda de Ebro, provincia de Burgos, Castilla y León se celebra la romería de Fiestas de San Juan del Monte, declarada fiesta de interés turístico de Castilla y León desde 1996 y Fiesta de Interés Turístico Nacional desde el año 2015.
En Atienza, Guadalajara, Castilla-La Mancha, se celebra desde el año 1162 la fiesta de La Caballada, declarada Fiesta de Interés Turístico Nacional.
En Santander, Cantabria, se celebra la Fiesta de la Virgen del Mar.
En Ciudad Real, provincia homónima, Castilla-La Mancha, se celebra la romería de Santa María de Alarcos.
En Dos Torres, Córdoba, Andalucía se celebra la festividad de Nuestra Señora de Guía.

### Otros países
En la capital italiana, y en Guadalajara, Jalisco, México, se celebra la Virgen del Divino Amor.

## Citas bíblicas
1. 1 2  Hechos 2, 1-41.
2. ↑  Éxodo 34, 22.
3. ↑  Éxodo 23, 16.
4. ↑  Juan 16, 7 Archivado el 20 de abril de 2020 en Wayback Machine..
5. ↑  Juan 14, 16.
6. ↑  Juan 14, 26.
7. ↑  Juan 15:26 Archivado el 21 de abril de 2020 en Wayback Machine..
8. ↑  Apocalipsis 22, 1 Archivado el 20 de abril de 2020 en Wayback Machine..
9. ↑  Romanos 8, 9 Archivado el 21 de abril de 2020 en Wayback Machine.; 1 Pedro 1, 11 Archivado el 20 de abril de 2020 en Wayback Machine..
10. ↑  Filipenses 1, 19 Archivado el 20 de abril de 2020 en Wayback Machine..
11. ↑  Hechos 8, 39; 2 Corintios 3, 17-18 Archivado el 20 de abril de 2020 en Wayback Machine..
12. ↑  Gálatas 4, 6.
13. ↑  Ese discurso es recogido en Hechos 2, 14-36 Archivado el 20 de abril de 2020 en Wayback Machine..
14. ↑  Joel 2, 28-32 (3, 1-5 en la Biblia hebrea y en la Biblia católica) Archivado el 20 de abril de 2020 en Wayback Machine..
15. ↑  Ezequiel 36, 27 Archivado el 20 de abril de 2020 en Wayback Machine..
16. ↑  Hechos 2, 16-18 Archivado el 20 de abril de 2020 en Wayback Machine..
17. ↑  Lucas 1, 35 Archivado el 20 de abril de 2020 en Wayback Machine..
18. ↑  Mateo 3, 16 Archivado el 20 de abril de 2020 en Wayback Machine..
19. ↑  Lucas 4, 1 Archivado el 20 de abril de 2020 en Wayback Machine..
20. ↑  Lucas 4, 14.
21. ↑  Lucas 4, 18 Archivado el 20 de abril de 2020 en Wayback Machine..
22. ↑  Juan 15, 26 Archivado el 21 de abril de 2020 en Wayback Machine.; 1 Juan 5, 6 Archivado el 20 de abril de 2020 en Wayback Machine..
23. ↑  Hechos 1, 5 Archivado el 20 de abril de 2020 en Wayback Machine..
24. ↑  Hechos 2, 1-11 Archivado el 20 de abril de 2020 en Wayback Machine..
25. ↑  Génesis 11, 1-9.
26. ↑  Hechos 5, 42 Archivado el 27 de enero de 2019 en Wayback Machine.; Hechos 6, 7 Archivado el 27 de enero de 2019 en Wayback Machine.; Hechos 9, 20 Archivado el 27 de enero de 2019 en Wayback Machine.; Hechos 18, 5 Archivado el 27 de enero de 2019 en Wayback Machine..
27. ↑  Hechos 7, 59 Archivado el 27 de enero de 2019 en Wayback Machine.; Hechos 21, 14.
28. ↑  Hechos 2, 42 Archivado el 27 de enero de 2019 en Wayback Machine..
29. ↑  Hechos 2, 44 Archivado el 27 de enero de 2019 en Wayback Machine.; Hechos 4, 32 Archivado el 27 de enero de 2019 en Wayback Machine..